# ادگار برنچلی
ادگار برنچلی (انگلیسی: Edgar Brenchley; ۱۰ فوریهٔ ۱۹۱۲ – ۱۳ مارس ۱۹۷۵) بازیکن هاکی روی یخ اهل بریتانیا بود.